# Universitätskirche Marburg

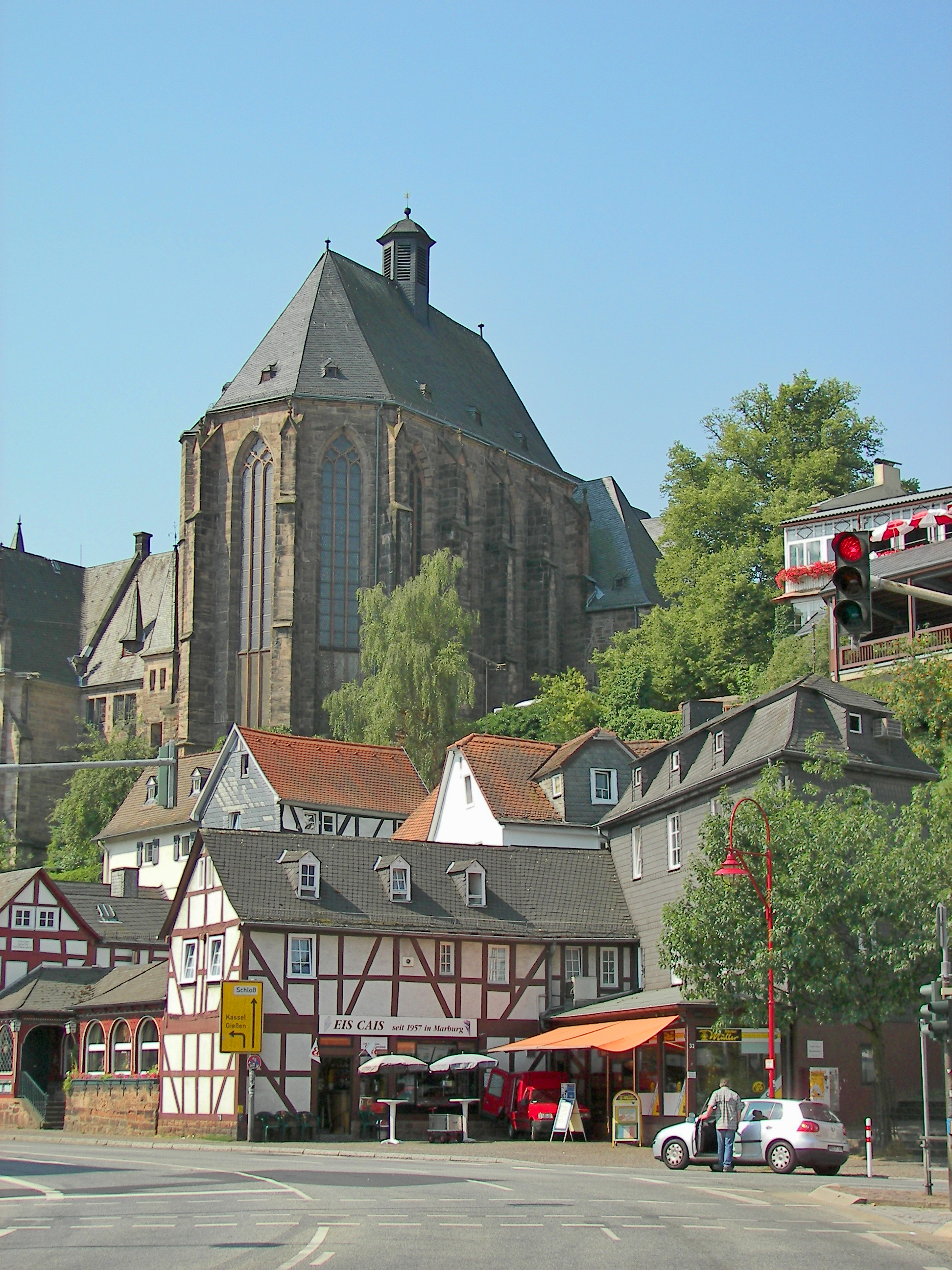
Universitätskirche Marburg

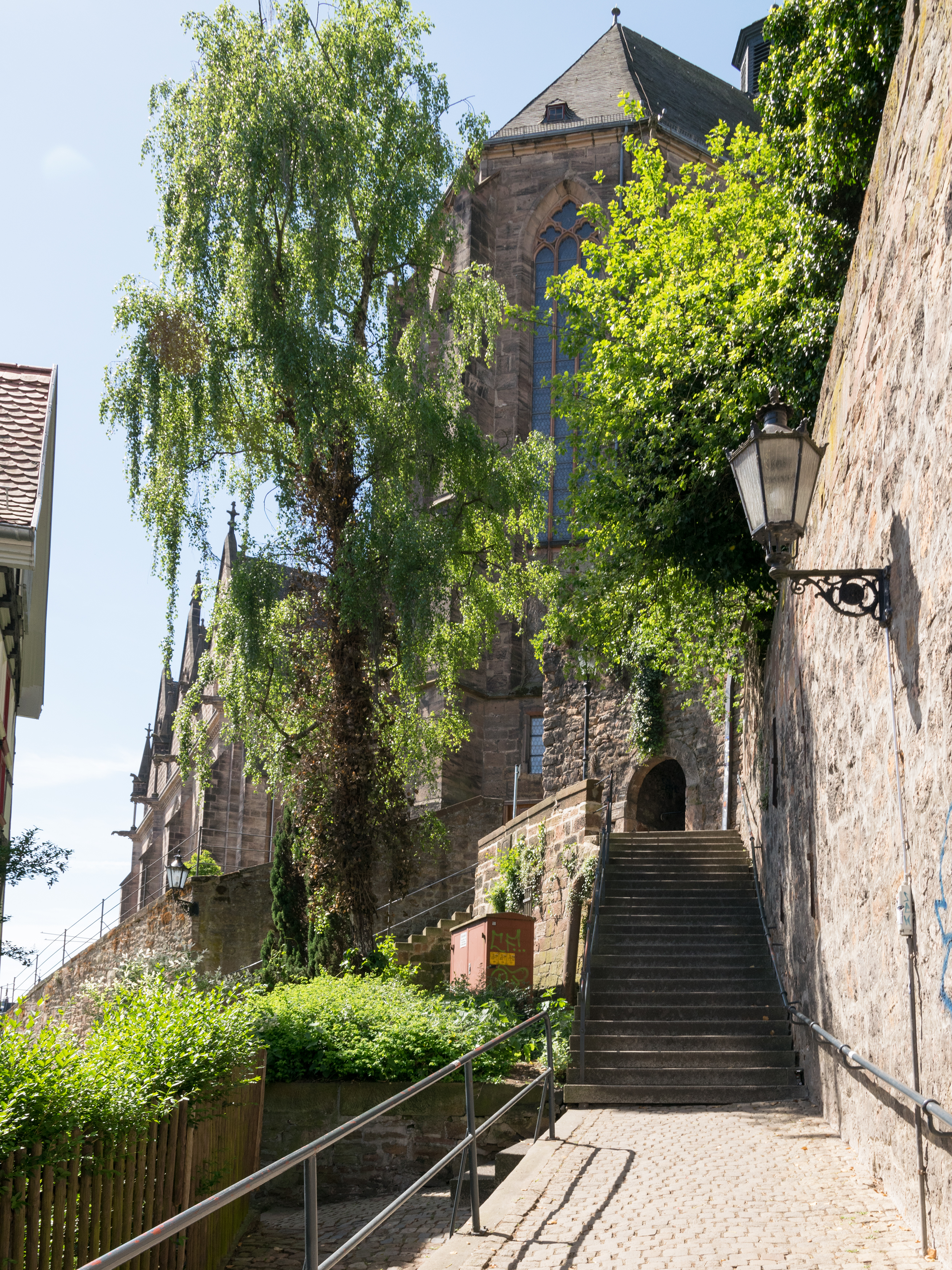
Dominikanertreppe

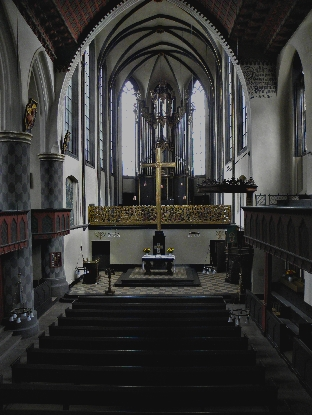
Innenraum der Kirche

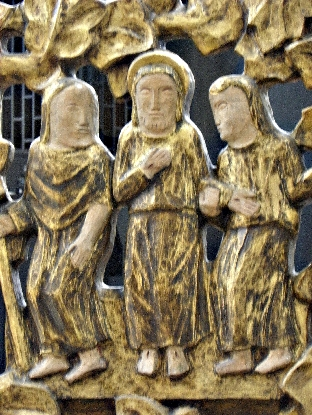
Detailaufnahme des Lettners von Wilhelm Lemcke

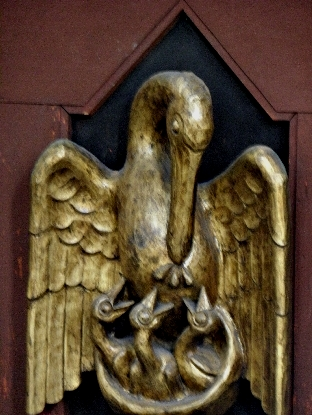
Pelikan von Wilhelm Lemcke

Die Universitätskirche in Marburg stammt aus dem Jahr 1291 und befindet sich in der Reitgasse. Sie ist eine frühgotische Hallenkirche und wurde als Klosterkirche der Dominikaner erbaut und genutzt, bis sie im 16. Jahrhundert mit der gesamten Klosteranlage an die Philipps-Universität übereignet wurde.

## Geschichte
Im Jahre 1291 wurde der Grundstein der Kirche gelegt. Grund und Boden waren den Dominikanern in einer Schenkung von Landgraf Heinrich I. erblich überlassen worden. Die Kirche trägt bis heute den Beinamen „Kirche auf dem Felsen“, da sie auf dem einzig naturgewachsenen Felsen der Stadt, dem „Lahnfels“, erbaut wurde. Nach siebenjähriger Bauzeit konnte das gotische Bauwerk als Kirche im Jahre 1303 n. Chr. geweiht werden. Der Bettelorden der Dominikaner war bei der Bevölkerung sehr beliebt, da er den Armen und Kranken Hilfe leistete. So erhielten die Dominikaner Schenkungen, was es ihnen ermöglichte, die dem Johannes der Täufer geweihte Kirche auszustatten.
Mit der Einführung der Reformation in Hessen 1526 unter Landgraf Philipp I. wurde das Kloster säkularisiert und sein Besitz wurde der materielle Grundstock für die neu gegründete Philipps-Universität. Die Kirche wurde in „Universitätskirche“ umbenannt und von der Universität genutzt, z. B. für Begräbnisfeiern ehemaliger Professoren und für wissenschaftliche Lehre. Von den ca. 1610er Jahren bis 1652 wurde die Kirche als Getreide- und Kornspeicher genutzt. Von außen sind die alten zugemauerten Speicherfenster noch heute zu sehen.
Nach dem Dreißigjährigen Krieg wurde die Universitätskirche 1653 durch Landgraf Wilhelm VI. für den „evangelischen Gottesdienst wiederhergestellt“ und erhielt eine erste Neuausstattung.

## Architektur
Die Kirche ist eine asymmetrische zweischiffige Hallenkirche. Seitenschiff und Mittelschiff haben die gleiche Höhe. Es gibt nur ein Langhaus, und ein Querhaus ist nicht vorhanden. Die Kirche ist über zwei Eingänge begehbar, das Westportal und das Nordportal. Der polygonale Chor ist gegenüber dem Langhaus etwas erhöht und besteht aus drei Jochen und einem 5/8-Schluss. Die Kirche ist mit dem Chor nach Osten ausgerichtet. Sie grenzt unmittelbar an die Klostergebäude bzw. die späteren Räumlichkeiten der Alten Universität und ist somit nicht freistehend. Wenn man das Langhaus über das Westportal betritt, schaut man direkt auf den Chor, der zuerst errichtet wurde. Im Chor befinden sich dreibahnige Fenster mit Maßwerk, die jedoch nachträglich verändert bzw. erneuert wurden. Im Chor befindet sich auch die Orgel. Der aufwendig gearbeitete Lettner, der den Chor vom Langhaus trennt, stammt aus dem Jubiläumsjahr 1927 zum 400-Jährigen der Universität. Genauso wie die Emporen und die Orgel wurden diese nachträglich hinzugefügt.
Das Langhaus ist niedriger als der Chor und zieht die Kirche in die Breite. Selbst wenn ein südliches Seitenschiff geplant gewesen wäre, konnte dies nicht ermöglicht werden, da die Reitgasse bereits bestand und damit der notwendige Platz fehlte. So befindet sich das Seitenschiff im Norden, also anschließend an die Reitgasse. An der Südseite des Langhauses sind die normalerweise nach außen reichenden Strebepfeiler, wie sie auf der Nordseite zu sehen sind, nach innen verlagert. Da der frühere Kreuzgang an die Außenfassade der Südwand angelagert war, schien die Verlagerung nach innen die beste Möglichkeit zu sein. Außerdem befindet sich auf der Südseite im Inneren der Kirche eine durchgehende Empore.
Auf der Nordseite befinden sich vier Rundpfeiler, deren Kapitelle kämpferartig bestückt sind und in denen das Gewölbe und die Arkaden münden. Zwischen den Säulen sind ebenfalls Emporen. In der Mitte des Langhauses befindet sich die Bestuhlung für die Gemeinde. Über dem Eingang des Westportals laufen die Emporen der Südseite weiter und sind hier sogar zweistöckig. Die Decke, die früher aus Holz bestand, wurde durch eine spitzgewölbte Kassettendecke ersetzt, die in den Farben Rot und Grau bemalt wurde. Auch bei der Bemalung der Emporen wird diese Farbgebung wieder aufgegriffen.
Auf dem Dach sitzt ein Dachreiter, denn Dominikaner waren als Bettelorden nicht berechtigt, einen Kirchturm zu bauen. Das Dach wurde nach dem Bau des Chores im Jahre 1420 vollendet.

## Heutige Ausstattung
Anlässlich des 400-jährigen Universitätsjubiläums im Jahre 1927 wurde das Kircheninnere unter dem damaligen Pfarrer und Oberkirchenrat Karl Bernhard Ritter komplett umgestaltet. Das Innere wurde in einem expressionistischen Stil gehalten. Die alte Flachdecke wurde aufgebrochen, das Chorgestühl entfernt, sowie das Innere mit einer hohen durchgängigen Doppelempore versehen, die neogotische Holzkassettendecke eingezogen. Die ehemalige langschiffige Hallenkirche wurde mittels einer Quermauer im Altarraum halbiert (hinter dieser befinden sich heute Räumlichkeiten der Gemeinde) und ein Lettner von Wilhelm Lemcke eingezogen. Zunächst scheint das Innere klobig, dunkel und fast schon bedrohlich, gleichzeitig verspielt, hell und leicht. Dies entspricht einer typisch expressionistischen Ausstattung. Man versuchte die Gegensätze der damaligen Zeit darzustellen. Nur noch wenige Kirchen sind in diesem Stil der 1920er Jahre erhalten. Viele Gebäude dieser Zeit wurden von den Nationalsozialisten als entartete Kunst gewertet, zerstört oder umfunktioniert.
Gleichzeitig hatte K. B. Ritter die Idee einer liturgischen Lichtregie, in dem er das Johanneswort „Wir sind in der Dunkelheit, und warten auf sein Erscheinen“ und „das Licht scheint in die Finsternis“ umsetze. Gegenüber dem sehr dunkel gehaltenen Bankblock befindet sich der lichtdurchflutete Hohe Chor, mit den dreibahnigen Jochfenstern, durch welche die Kirche ihr Tageslicht erhält. Durch die Anordnung des mittig zentrierten Bankblocks und der zwei Seitgänge wird der Blick stets auf das Zentrum des Rauminneren, gleichzeitig das Zentrum des christl. Glaubens, das Kreuz, gelenkt. Das Hohe Chorkreuz ist umgeben von einem Lettner (1928), welcher die Lebensgeschichte Jesus darstellt, von der Ankündigung Mariä, über Taufe, Garten Gethsemane, Auferstehung, Emmaus-Jünger, bis zur Himmelfahrt.
Beidseitig befinden sich unterhalb des Lettners zwei Symbole, links die Menora, rechts das Christusmonogramm, als Zeichen des Alten und Neuen Bundes, in der Mitte wiederum das Hohe Chorkreuz als verbindendes Element beider Religionsgemeinschaften. Linkerhand befindet sich heute ein Christophorusfresko. Es zeigt einen Soldaten in der Uniform des Ersten Weltkriegs. Das Fresko wurde 1947 nach Skizzen Franzis Bantzers von seinem Freund Franz Frank fertiggestellt. Bantzer hatte der Universitätskirche das Fresko zu Beginn des Zweiten Weltkriegs gestiftet, konnte es nicht mehr selbst ausführen, da er 1945 in polnischer Gefangenschaft verstarb.
Unterhalb des Freskos befindet sich der Taufbrunnen aus der Reformationszeit. Dieser diente zunächst als eigentl. Schrank für die Vasa Sacra und wurde später (1927/28) als Taufbrunnen umfunktioniert. Die vier Delphine stellen die Quellen der vier Lebensflüsse dar, welche aus ihren Mündern das Wasser des ewigen Lebens speien. Gegenüber befindet sich die hohe Kanzel, welche ebenfalls wie der Taufbrunnen aus der Reformationszeit stammt, im Barock und im Klassizismus erweitert wurde.
Der Altar in der Mitte stammt aus der Gründungszeit von 1303. Die Altarbeine erhielten in der Barockzeit die Verzierungen. Auf dem Altar befindet sich ein kleines Wendekreuz; in der Mitte der Gekreuzigte, umgeben von den vier Evangelistensymbolen. Auf der Rückseite wird das Gotteslamm dargestellt, welches den Tod überwunden hat. Passend zum Altarkreuz stammen von dem Geschwisterpaar Elisabeth und Otto Coester die beiden Altarleuchter, die nur zu Gottesdienstzeiten aufgestellt werden. Costers galten in der nationalsozialistischen Zeit als entartete Künstler, wurden von den Nationalsozialisten verfolgt und fanden Zuflucht im Diakonissenmutterhaus Eisenach. Sie widmeten sich weiter der sakralen Kunst.
An der Emporen-Ecke rechts, kanzelseitig zugewandt, ist ein ebenfalls von Wilhelm Lemcke gestalteter Pelikan zu sehen. Der Pelikan stand in spätmittelalterliche Zeit für das Symbol des Gottes Erbarmen. Man ging davon aus, dass der Pelikan seine Jungen mit seinen eigenen Eingeweiden und Blut ernährte. Gleichzeitig stellt es die Dreieinigkeit Gottes dar. Drei in den Flügelarmen des Einen, einer der in seiner Mitte drei umgibt.
Die farbig gehaltene Kassettendecke im Kirchenschiff stammt wie das gesamte Innere der Kirche aus der Umbauphase von 1927. Die vermeintlichen Holzkassetten sind aus aufgeschachtelten Zigarrenkisten hergestellt und nur von der sichtbaren Seite bemalt. Jede Kassette für sich wurde einzeln in die Decke angebracht.

## Orgel

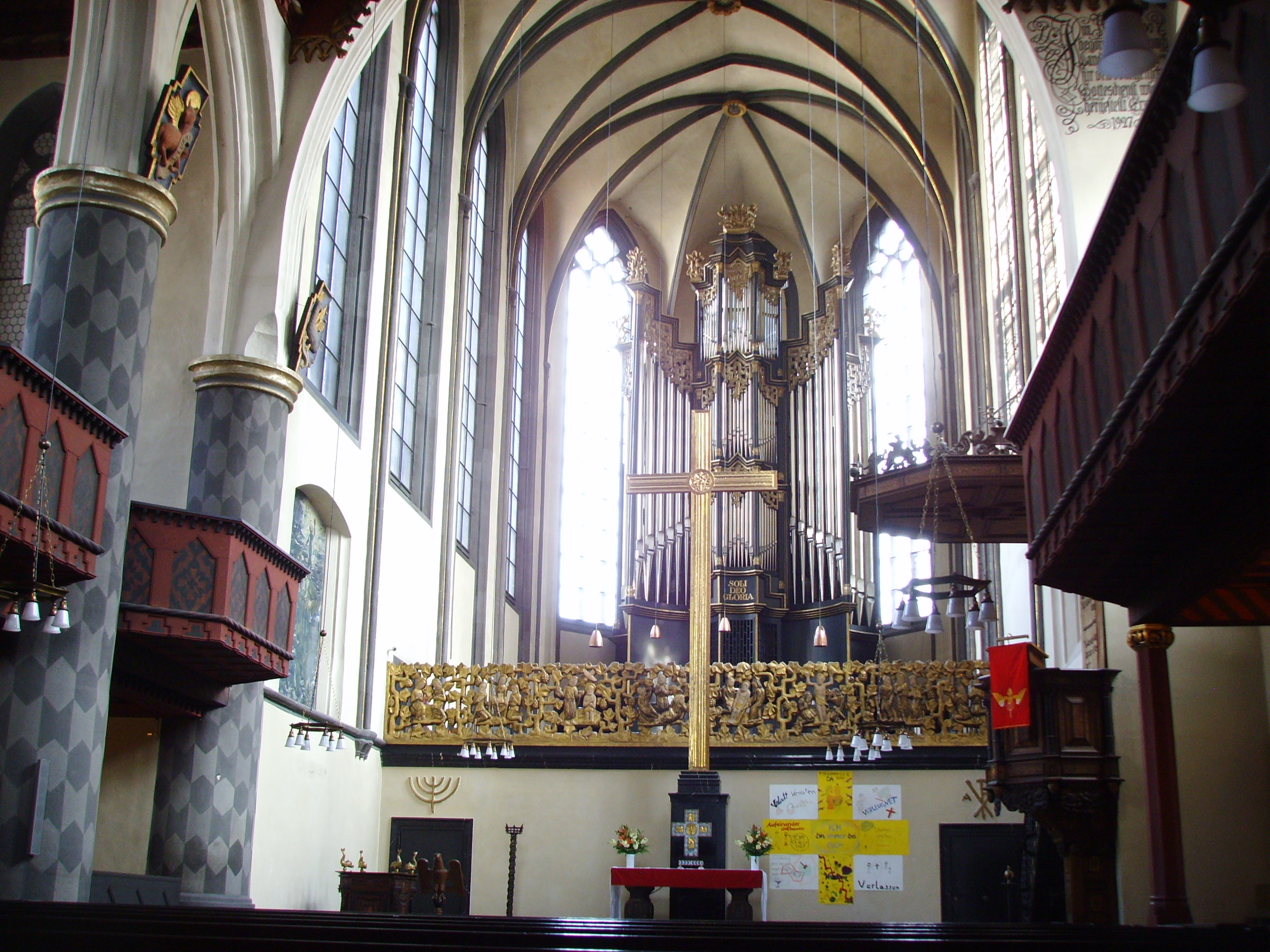
Blick auf die Orgel

Auffällig platziert ist die Orgel. Sie steht hinter dem Altar. Die Bauform der Orgel erinnert an die geöffneten Schwingen eines Engels. Das Orgelwerk wurde 1965 von der Orgelbauwerkstatt Emil Hammer Orgelbau errichtet. Das Orgelgehäuse stammt von dem Vorgänger-Instrument der Werkstatt E. F. Walcker & Cie. aus dem Jahre 1927. Nach einer umfassenden Renovierung im Jahre 2009 durch die Werkstatt Freiburger Orgelbau Hartwig und Tilmann Späth in Zusammenarbeit mit Reiner Janke (Klanggestaltung) zählt das Instrument zu den größten und klangvollsten Orgeln im Marburger Raum. Die Orgel hat 55 Register (ca. 4000 Pfeifen) auf drei Manualen und Pedal. Im Zuge der Renovierung wurden vier Register hinzugefügt, um das Instrument auf 16′-Basis zu stellen.
| I Unterwerk C–g3 |                      |        |
| 1.               | Quintade             | 16′    |
| 2.               | Metallgedackt        | 8′     |
| 3.               | Blockflöte           | 4′     |
| 4.               | Flachflöte           | 2′     |
| 5.               | Nonenkornett II-IV   | 3 1⁄5′ |
| 6.               | Scharffmixtur III-IV | 1′     |
| 7.               | Trichterschalmey     | 8′     |

| II Hauptwerk C–g3 |                 |       |    |
| 9.                | Prinzipal       | 16′   | *  |
| 10.               | Principal       | 8′    |    |
| 11.               | Rohrflöte       | 8′    |    |
| 12.               | Spitzflöte      | 8′    |    |
| 13.               | Oktave          | 4′    |    |
| 14.               | Kleingedackt    | 4′    |    |
| 15.               | Rauschquinte II | 2 ⁄3′ | ** |
| 16.               | Nasat           | 2 ⁄3′ |    |
| 17.               | Quinte          | 2 ⁄3′ |    |
| 18.               | Oktave          | 2′    |    |
| 19.               | Sesquialter II  | 2 ⁄3′ |    |
| 20.               | Waldflöte       | 2′    |    |
| 21.               | Mixtur V-VI     | 1 ⁄3′ |    |
| 22.               | Cymbel IV       | 1⁄2′  |    |
| 23.               | Fagott          | 16′   |    |
| 24.               | Trompete        | 8′    |    |

| III Oberwerk C–g3 |               |        |     |
| 25.               | Gedackt       | 16′    | *   |
| 26.               | Hellprinzipal | 8′     |     |
| 27.               | Strichflöte   | 8′     |     |
| 28.               | Oktave        | 4′     |     |
| 29.               | Nachthorn     | 4′     |     |
| 30.               | Quinte        | 2 ⁄3′  | *   |
| 31.               | Superoktave   | 2′     |     |
| 32.               | Terz          | 1 3⁄5′ |     |
| 33.               | Quartan II    | 1 ⁄3′  | *** |
| 34.               | Quinte        | 1 ⁄3′  |     |
| 35.               | Oktave        | 1′     |     |
| 36.               | None          | 8⁄9′   |     |
| 37.               | Scharff IV-V  | 1′     |     |
| 38.               | Scharff None  | 8⁄9′   |     |
| 39.               | Dulzian       | 16′    |     |
| 40.               | Kopftrompete  | 8′     |     |
|                   | Tremulant     |        |     |

| Pedal C–f1 |                |         |      |
| 41.        | Großbass Forte | 32′     | *    |
| 42.        | Großbourdon    | 32′     | **** |
| 43.        | Kontrabass     | 16′     |      |
| 44.        | Prinzipal      | 16′     |      |
| 45.        | Subbass        | 16′     |      |
| 46.        | Quintbass      | 10 2⁄3′ |      |
| 47.        | Oktavbass      | 8′      |      |
| 48.        | Gemshorn       | 8′      |      |
| 49.        | Choralbass     | 4′      |      |
| 50.        | Rohrschelle    | 4′      |      |
| 51.        | Nachthorn      | 2′      |      |
| 52.        | Hornterz       | 1 3⁄5′  |      |
| 53.        | Mixtur V       | 2 ⁄3′   |      |
| 54.        | Posaune        | 16′     |      |
| 55.        | Trompete       | 8′      |      |
| 56.        | Clarine        | 4′      |      |

- Koppeln: I/II, III/II, III/I, II 4’/II, III 4’/III, III 16’/III, I/P, II/P, III/P.
- Anmerkung:

* = 2009 neu hinzugefügtes Register
** = Gruppenzug Nr. 17 und 18
*** = Gruppenzug Nr. 34 und 35
**** = Gruppenzug Nr. 45 und 46

## Altes Universitätsgebäude
Das frühere Klostergebäude grenzte südöstlich an den Kirchenbau an. Es musste zugunsten des neugotischen Universitätsbaues weichen, da dieser nicht nur für Lehrveranstaltungen genutzt werden sollte, sondern auch einem repräsentativen Zweck dienen sollte. Die neogotischen Elemente, die der Universitätsbaumeister Carl Schäfer in dem Bau verwirklichte, sollten etwas Erhabenes besitzen und an die Gotik des 13. Jahrhunderts erinnern. Die Verwendung der gotischen Elemente ist auch im Innenraum an den unterschiedlichen Blattvarianten der Kapitelle zu erkennen. Trotz des Umbaus von 1844 bis 1908 soll er am Grundriss der alten Klosteranlage festgehalten haben. Die Auditoriengebäude wurden im südlichen Teil eingerichtet. Erhalten im westlichen Dachgeschoss ist noch ein ursprünglicher Karzer, eine Arrestzelle in Universitäten. Außerdem gibt es einen Kreuzgang, der den Innenhof umschließt. Im Ostflügel befindet sich eine Aula, die ebenfalls von Carl Schäfer in den Jahren 1887–1891 gebaut wurde. Sie besitzt drei große Maßwerkfenster und bildet zusammen mit dem Chor der Universitätskirche die Front zur östlichen Seite der Stadt. Die Dächer nehmen Bezug auf die umliegenden Bauwerke, um sich in das Stadtgefüge einzugliedern. Das Gebäude wird heute als Sitz für den Fachbereich Evangelische Theologie genutzt.